# Skyview
Skyview (reso graficamente come SKYVIEW) è il primo album in studio del cantante statunitense AJ Mitchell, pubblicato l'8 ottobre 2021 dalla Epic Records.
Inizialmente annunciato durante un'intervista per Billboard nel 2019 e previsto per lo stesso anno, la data di rilascio è stata comunicata ufficialmente il 27 luglio 2021 tramite le piattaforme social del cantante. La pubblicazione dell'album è stata poi posticipata dal 10 settembre 2021 all'8 ottobre successivo, insieme alla modifica della tracklist e in seguito della copertina.

## Tracce
Download digitale/streaming
1. Cameras On – 2:53 (Mike Dean, AJ Mitchell, Anton Rundberg, Julie Karlsson, Sage Skolfield, Sean Solymar)
2. Stop – 2:57 (Dean, Mitchell, Daniel Gleyzer, Michael Medrano, Skolfield, Solymar)
3. Hi-Lo – 2:57 (Amy Wadge, Eric Leva, Jorgen Odegard)
4. Maybe – 3:02 (Mitchell, Gleyzer, Dean, Rømans, Skolfield, Solymar)
5. Heaven's Gate – 3:16 (Mitchell, Lindgren, Melanie Fontana, Dean, #MWA, Skolfield, Solymar)
6. I Choose You – 2:39 (Maegan Cottone, Mitchell, Corey Sanders, Jacob Manson, Dean)
7. Cheap Red Wine – 3:06 (Røry, Dave Pittenger, Jordan Shaw)
8. Lovers on the Moon – 2:58 (Mitchell, Annika Wells, Gil Lewis, Kaci Brown, Dean, Skolfield, Sam Gray, Solymar)
9. Miss You – 2:48 (Mitchell, Wells, Gleyzer, Dean, Rollo Spreckley)
10. Slow Dance (feat. Ava Max) – 2:58 (Alexsej Vlasenko, Henrik Meinke, James Yami Bell, Jeremy Chacon, Jerker Hansson, Jonas Kalisch, Jordan Johnson, Oliver Peterhof, Stefan Johnson)
11. Not About Love – 2:22 (Mitchell, Wells, Gleyzer, Dean, Spreckley, Skolfield, Solymar)
12. Used to Be – 2:54 (Mitchell, Jess Jackson, Dean)

Tracce bonus nell'edizione deluxe
1. Miss You (Live in LA) (Mitchell, Wells, Gleyzer, Dean, Spreckley)
2. I Choose You (Live in LA) (Mitchell, Sanders, Manson, Cottone, Dean)
3. Cheap Red Wine (Live in LA) (Pittenger, Shaw, Røry)